# 吉鷹幸春
吉鷹 幸春（よしたか ゆきはる、1964年2月12日 -）は日本の柔道家。現役時代は71kg級の選手。身長169cm。得意技は背負投、巴投。
現在は桐蔭横浜大学スポーツ健康政策学部の教授で、同学部の学部長を務めている。柔道部の男女総監督も務めており、関東学生柔道連盟会長、全日本学生柔道連盟理事も務めている。。

## 来歴
香川県東かがわ市出身、世界選手権78kg級で4連覇を達成した藤猪省太の出身校である名門の大川中学に入学してから柔道を始めたこともあって、中学時代はレギュラーになれなかった。その後、寒川高校に進むと力を付けて、3年の時にはインターハイ中量級で優勝を飾るまでになった。筑波大学に進学すると、正力杯・全日本学生体重別選手権大会71kg級で2年、3年と連覇するたが、4年時には全柔連と学柔連の紛争により同大会への出場が叶わず3連覇はならなかった。世界ジュニアでは3位にとどまった。4年の時には神戸で開催されたユニバーシアードの71㎏級個人戦と団体戦で優勝を飾った。1986年には山形県教育委員会所属になると、講道館杯で優勝を果たした。アジア大会と世界学生では2位だった。その後は日体大の古賀稔彦の台頭により、国内の大会で2位や3位にとどまり続けることとなった。1988年のソウルオリンピック代表選考のかかった講道館杯と選抜体重別決勝でも古賀に敗れて、オリンピック出場はならなかった。その後も国内大会では何度も上位に顔を出すものの、優勝するまでには至らなかった。一方、国際大会では1986年と1989年にフランス国際、1990年にグッドウィルゲームズ、1992年にはドイツ国際など主要国際大会で世界の強豪選手や世界チャンピオンを下し何度も優勝を果たした。なお、古賀がソウルオリンピックで敗れたソ連のゲオルギ・テナーゼとは2度対戦して、2度とも一本勝ちを収めている。また、柔道無差別日本一を決める全日本選手権大会には1989年～1991年に３年連続で最軽量選手として出場している。引退後は男子ナショナルチームジュニアコーチを経て、ジュニア代表監督になるが、世界ジュニアでは金メダルをもたらすことが出来なかった。 

## 戦績
- 1981年 -　インターハイ　優勝(中量級)
- 1983年 -　正力杯　優勝
- 1983年 -　世界ジュニア　3位
- 1984年 -　正力杯　優勝
- 1985年 -　講道館杯　3位
- 1985年 -　選抜体重別　3位
- 1985年 -　ユニバーシアード　個人戦　優勝　団体戦　優勝
- 1986年 -　フランス国際　優勝
- 1986年 -　講道館杯　優勝
- 1986年 -　選抜体重別　3位
- 1986年　-　アジア大会　2位
- 1986年 -　世界学生　2位
- 1987年 -　講道館杯　3位
- 1987年 -　選抜体重別　3位
- 1988年 -　フランス国際　2位
- 1988年 -　ハンガリー国際　3位
- 1988年 -　講道館杯　2位
- 1988年 -　選抜体重別　2位
- 1988年　-　アジア選手権　2位
- 1989年 -　フランス国際　優勝
- 1989年 -　講道館杯　2位
- 1989年 -　選抜体重別　3位
- 1990年 -　選抜体重別　3位
- 1990年　-　グッドウィルゲームズ　優勝
- 1991年 -　選抜体重別　3位
- 1992年　- ドイツ国際　優勝
- 1992年 -　講道館杯　3位
- 1993年 -　ハンガリー国際　2位
- 1993年 -　チェコ国際　優勝
- 1994年 -　アメリカ国際　78kg級　優勝　無差別　優勝